# 八戸市立明治中学校
八戸市立明治中学校（はちのへしりつ めいじちゅうがっこう）は、青森県八戸市大字八幡にある公立中学校。

## 沿革
- 1947年（昭和22年）
  - 4月1日 - 館村立館中学校として開校する。
  - 4月22日 - 開校式挙行[1]。
  - 9月18日 - 館村立明治中学校と改称。
- 1951年（昭和26年）5月12日 - 明治小学校々舎に接続の新校舎落成[1]。
- 1954年（昭和29年）11月27日 - 大字八幡字上三沢目3番地に建設した独立新校舎竣工[1]。
- 1955年（昭和30年）
  - 4月1日 - 館村の八戸市の合併により、八戸市立明治中学校と改称。
  - 11月17日 - 体育館落成[1]。
- 1974年（昭和49年）8月17日 - プール落成式挙行し、祝賀会開催。
- 1994年（平成6年）5月27日 - 新校舎落成記念式典並びに祝賀会を挙行。
- 2008年（平成20年）1月31日 - 創立60周年記念誌発刊。
- 2012年（平成24年）2月10日 - 体育館改修工事完了。
- 2015年（平成27年）3月17日 - 避難施設再生可能エネルギー等導入事業工事完了。
- 2017年（平成29年）10月27日 - 創立70周年記念式典並びに祝賀会を挙行。

## 生徒数
- 2024年（令和6年）4月1日時点[2]

| 学年 | 1年 | 2年 | 3年 | 特別支援 | 合計 |
| ---- | --- | --- | --- | -------- | ---- |
| 学級 | -   | -   | -   | -        | -    |
| 生徒 | 22  | 21  | 26  | -        | 69   |

## 部活動
- 野球部
- 陸上競技部
- ソフトテニス部
- スピードスケート部
- 吹奏楽部

## 通学区域
- 八幡
- 坂牛
- 櫛引
- 通清水
- 一日市
- 烏沢
- 上野
- 堀川
- 高岩
- 櫛引宿舎

## 周辺
- 社会福祉法人愛育福祉会松葉保育園

## アクセス
- 南部バス「下櫛引」バス停下車後、徒歩約870m・約13分（最短ルートを移動した場合）。
  - 中心街方面へは、「P8」系統・「ラピア（中心街）」行。
  - 中心街方面からは、「T133」系統・「バーデハウス」行。